# Íslandsbanki
Íslandsbanki — це ісландський банк, коріння якого сягають 1884 року, раніше він був внутрішньою частиною Glitnir banki hf., але 15 жовтня 2008 відокремлений від збанкрутілого Glitnir та відновлений до нового незалежного банку.
Станом на 2017 банк має 14 відділень по всій Ісландії. Банк повністю належить державному казначейству Ісландії.

## Перший Íslandsbanki
Спочатку створений в 1990 шляхом злиття Alþýðubanki (Профспілковий банк), Verzlunarbanki (Торговий банк) та Iðnaðarbanki (Індустріальний банк). Після злиття у 2000 році з Ісландським інвестиційним банком FBA банк був ненадовго перейменований на Íslandsbanki-FBA, але "FBA" було вилучено з назви в 2002 році. У 2006 році банк знову був ребрендингований як Glitnir.

## Другий Íslandsbanki
Банк був відновлений 15 жовтня 2008 під назвою Nýi Glitnir ("Новий Glitnir") для управління ісландськими операціями Glitnir banki hf.  20 лютого 2009 року назву було змінено на Íslandsbanki.  Після фінансового краху ім’я Glitnir було визнано ненадійним, а новий логотип був розроблений на основі старих логотипів Glitnir та Íslandsbanki. 
На кінець 2017 в банку працював 861 штатний співробітник та загальна сума активів на суму 1,036 трлн. ісландськіх крон. Банк займає 20–40% частки ринку у всіх регіонах франшизи у країні та має ефективну мережу філій в Ісландії. Він повністю належить державному казначейству Ісландії.
Директори, керівники та аудитори чотирьох ісландських банків: Kaupthing Bank, Landsbankinn, Glitnir / Íslandsbanki та Центрального банка Ісландії були нагороджені сатиричною премією Шнобеля за економіку в 2009 році за демонстрацію того, що крихітні банки можна швидко перетворити на величезні банки, і навпаки, а також для демонстрації того, що подібні речі можна зробити з цілою національною економікою.   
Нинішнім генеральним директором є Бірна Ейнарсдоттір.